# Nallo Trinci
Nallo Trinci ou Nallo I Trinci, (Foligno... – 1321), est un condottiere italien et le premier seigneur de Foligno (1305 - 1321).

## Biographie
Nallo Trinci a été le premier seigneur de Foligno de 1303 à 1321.
Le 24 juin 1305 il est nommé Gonfalonier de justice et Capitaine du peuple.
Il épouse Dalla Chiara Gabrielli de Gubbio, fille de Cante Gabrielli, de laquelle il a divers enfants dont Corrado, Ugolino, Luciano et Vagnozio.

### Sources
- (it) Cet article est partiellement ou en totalité issu de l’article de Wikipédia en italien intitulé « Nallo Trinci » (voir la liste des auteurs).